# Kirche der Geburt der Allerheiligsten Jungfrau Maria (Biały Bór)

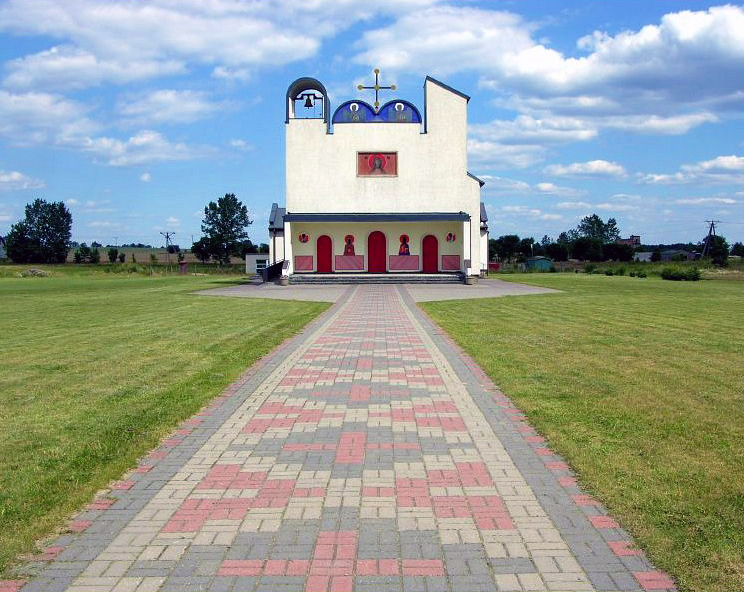
Die Kirche der Geburt der Allerheiligsten Jungfrau Maria

Die Kirche der Geburt der Allerheiligsten Jungfrau Maria in Biały Bór (polnisch Cerkiew Narodzenia Przenajświętszej Bogarodzicy) ist ein Gesamtkunstwerk, entworfen und errichtet 1992 bis 1997 von Jerzy Nowosielski. Die Kirche dient den Gemeindemitgliedern griechisch-katholischer Konfession, deren Vorfahren nach 1945 aus den südöstlichen polnischen Gebieten im Rahmen der Aktion Weichsel zwangsweise nach Pommern übersiedelt wurden.
Die Kirche entstand in Zusammenarbeit mit dem Architekten Bogdan Kotarba. Stilistisch erinnert sie die Architektur dreischiffiger altchristlicher Basiliken.
Im mittleren Kirchenschiff befindet sich eine kleine Kuppel mit dem Bild des Pantokrators, zwischen den Schiffen befinden sich Reihen schwarzer, runder Säulen. Im Inneren dominieren drei Farben: dunkelgrüne Wände und Decken, weiße Trennwände und rote Türumrahmungen.
Die Ikonostase enthält nur drei Ikonen: die Kreuzigung über der königlichen Tür, Christus und Maria. Im Zentrum steht ein grellrotes Tetrapod – ein niedriger Tisch, der in der östlichen Liturgie eine wichtige Rolle spielt.
Während wichtiger Kirchenfeste dient die Hauptfassade als eine Ikonostase mit den Ikonen der Erzengel und dem Antlitz Jesu als Schweißtuch der Veronika (Veraikon) dargestellt.
Die ungewöhnliche Form des Gotteshauses fand anfänglich keine Anerkennung der Gläubigen, die eine konventionelle Kirche mit einer Zwiebelkuppel erwarteten. Erst die hohen Noten der Kunstkritiker und die Scharen von Touristen, die das ungewöhnliche Bauwerk bewunderten, änderte die Einstellung der Ortsbewohner.